# Søren Østergaard

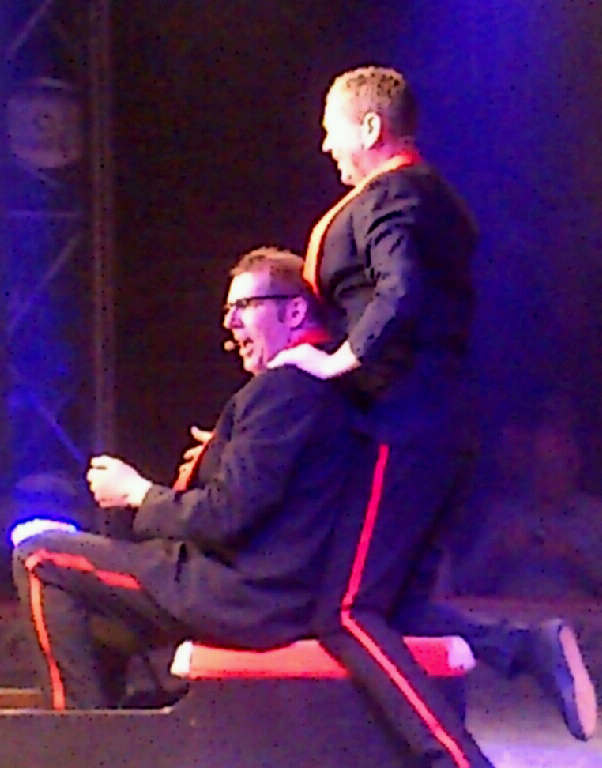
Søren Østergaard (links) zusammen mit Peter Frödin (rechts) im Zirkus Nemo.

Søren Østergaard (* 11. Mai 1957 in Esbjerg) ist ein dänischer Schauspieler, Regisseur und Drehbuchautor.

## Leben
Søren Østergaard wuchs als ältester Sohn von Henning Østergaard (25. März 1931–9. Juni 2021) und dessen Frau Jytte Østergaard (12. Januar 1938–15. August 2021) gemeinsam mit zwei Brüdern und einer Schwester im süddänischen Esbjerg auf. Ein Cousin von ihm ist der Schauspieler Claus Riis Østergaard.
Nach seinem Schulabschluss absolvierte er von 1976 bis 1980 seine Schauspielausbildung an der Staatlichen Theaterhochschule in Kopenhagen. Sein Bühnendebüt als Darsteller hatte er im Jahr 1981 am Folketeatret. Er wirkte als Bühnendarsteller in zahlreichen Theaterstücken, Kabarett-Programmen und in Musicals wie Die Olsenbande und das russische Juwel mit, wo er die Rolle des Benny spielte. Er stand unter anderem am Aarhus Teater, am Theater Helsingør, am Svendborg-Sommertheater oder im Vergnügungspark Tivoli auf der Bühne. Seit 1983 hat er als Schauspieler vor der Kamera in bislang mehr als 40 Film-und-Fernsehproduktionen mitgewirkt. Er ist auch als Drehbuchautor für Fernsehserien tätig und führte bei sechs Spielfilmen die Regie. Er ist zudem als Synchronsprecher für Zeichentrickfilme aktiv, wie beispielsweise für Asterix.
Für sein filmisches Schaffen wurde Østergaard mehrmals ausgezeichnet, darunter zweimal mit dem Bodil als Bester Hauptdarsteller, einmal mit dem Robert als Bester Nebendarsteller, einmal mit dem Lauritzen-Preis und im Jahr 2014 mit dem Dannebrogorden.
Søren Østergaard hat keine Kinder und ist seit dem 12. November 1993 mit der Schauspielerin Lisbet Lundquist verheiratet, mit der er in Kopenhagen lebt. Im Dezember 2023 gab Østergaard öffentlich bekannt, dass er an Parkinson erkrankt ist.

## Filmografie (Auswahl)
- 1983: The Danish Las Vegas Show (Fernsehserie)
- 1986: Flambierte Herzen
- 1988: Goldregen
- 1988: Eine ungewöhnliche Entführung
- 1989: Aarhus by Night
- 1990: Camping
- 1992: Ich bin's, Jasper
- 1995: Operation Cobra
- 1996: Ernst und das Licht
- 1997: Taxa (Fernsehserie, 1 Folge)
- 2001: Bente – En barrierekvinde
- 2004: Bryllup i Danmark – Fest pa Christiansborg
- 2012: Zirkus Nemo